# The Scarecrow (álbum)
The Scarecrow é o terceiro álbum de estúdio do projeto Metal Opera Avantasia de Tobias Sammet, lançado em 2008 pela Nuclear Blast. Tobias explicou em uma entrevista em 2016 que ele conseguiu a participação de Alice Cooper no álbum após o baterista Eric Singer ter feito o pedido. Alice pediu para ouvir a canção antes e então aceitou fazer parte dela. Ao comentar o 17º aniversário do álbum em janeiro de 2025, Tobias disse que The Scarecrow "plantou as sementes do que o Avantasia é hoje" e que ele "marca o nascimento do Avantasia depois de nossos primeiros passos alguns anos antes".

## Faixas
1. "Twisted Mind" - 6:14
  - Vocal: Tobias Sammet e Roy Khan
2. "The Scarecrow" - 11:12
  - Vocal: Tobias Sammet e Jorn Lande
3. "Shelter From The Rain" - 6:09
  - Vocal: Tobias Sammet, Michael Kiske e Bob Catley
4. "Carry Me Over" - 3:52
  - Vocal: Tobias Sammet
5. "What Kind Of Love" - 4:56
  - Vocal: Amanda Somerville e Tobias Sammet
6. "Another Angel Down" - 5:41
  - Vocal: Tobias Sammet e Jorn Lande
7. "The Toy Master" - 6:21
  - Vocal: Alice Cooper e Tobias Sammet
8. "Devil In The Belfry" - 4:42
  - Vocal: Tobias Sammet e Jorn Lande
9. "Cry Just a Little" - 5:15
  - Vocal: Tobias Sammet e Bob Catley
10. "I Don't Believe In Your Love" - 5:34
  - Vocal: Tobias Sammet e Oliver Hartmann
11. "Lost In Space" - 3:53
  - Vocal: Tobias Sammet e Amanda Somerville